# Richard Kennedy
Richard Kennedy (* 23. Dezember 1932 in Missouri) ist ein US-amerikanischer Autor.

## Leben
Richard Kennedy schloss sein Studium der Literatur 1958 an der Portland Universität von Oregon mit Promotion ab. Er arbeitete u. a. als Lehrer und auf einem Fischerboot und diente vier Jahre bei der amerikanischen Luftwaffe. Danach ließ er sich in Newport nieder und übernahm das Amt eines Kurators am Zentrum für Ozeanologie der Universität von Oregon. 1960 heiratete er Nancy Kennedy; das Paar hat zwei Söhne, Matthew und Joseph, und zwei Enkel. Richard Kennedy lebt in Newport (Oregon).
1988 wurde ihm für sein Buch Die phantastische Reise von Annis Augen, den Stoffpuppen und dem Kapitän (Originaltitel: Amy's Eyes) der Rattenfänger-Literaturpreis der Stadt Hameln verliehen. Dieser Preis wird alle zwei Jahre von einer Jury für ein herausragendes in die deutsche Sprache übersetztes Kinderbuch vergeben. Das Märchen Die Schneekönigin von Hans Christian Andersen wurde in seiner Bearbeitung in Zusammenarbeit mit Mark Lambert (Musik) ein beliebtes Weihnachtsmärchen.
1993 wurden die Kurzgeschichte Oliver Hyde's Dishcloth Concert und das Märchen The Porcelain Man in Veröffentlichungen der Oxford University Press aufgenommen, und zwar in „The Oxford Book of Children's Stories“ und in „The Oxford Book of Modern Fairy Tales“.
Seine Werke wurden in neun Sprachen, einschließlich Afrikaans und Japanisch, übersetzt.
2006 vollendete Kennedy die burleske Komödie in zwei Akten Camelot - God Wot! Or: What a Woman Wants. Mark Lambert, der schon Die Schneekönigin vertont hatte, und der im Dezember 2008 im Alter von 57 Jahren an einer schweren Krankheit verstorben ist, schrieb die  Musik, die mittelalterliche mit modernen Klängen und Rhythmen vermischt, zu den zahlreichen Liedern dieses Musicals.

## Werke (Auszug)
- Die phantastische Reise von Annis Augen, den Stoffpuppen und dem Kapitän, 1987, Wien: Verlag Carl Ueberreuther, Originaltitel: Amy's Eyes, ISBN 3-8000-2271-0.
- Karnika: das verschwundene Königreich. Illustrationen von Uri Shulevitz, Zürich: Tanner und Staehelin, 1983, ISBN 3-85931-105-0
- The Parrot and the Thief Ill. Marcia Sewall; 1974, New York: Little, Brown & Co, ISBN 0-316-48862-3
- The Contests at Cowlick 1975, New York: Little, Brown & Co, ISBN 0-316-48863-1
- The Porcelain Man Ill. Marcia Sewall; 1976, New York: Little, Brown & Co,  ISBN 0-316-48901-8
- Come Again in the Spring März 1978, New York: Harper & Row, ISBN 0-06-023129-7
- The Rise and Fall of Ben Gizzard Ill. Marcia Sewall; Okt. 1978, New York: Little, Brown & Co, ISBN 0-316-48903-4
- Inside My Feet: The Story of a Giant Ill. Ronald Himler; 1979, New York: HarperCollins Children's Books, ISBN 0-06-023118-1
- The Boxcar at the Center of the Universe Ill. Jeff Kronen; 1982, New York: HarperCollins Children's Books, ISBN 0-06-023186-6
- Collected Stories Ill. Marcia Sewall; 1987, New York: HarperCollins Children's Books, ISBN 0-8072-7373-2
- Hans Christian Andersen's The Snow Queen: A Christmas Pageant Adapted by Richard Kennedy; Music by Mark Lambert; Pictures by Edward S. Gazsi; 1996, New York: HarperCollins Children's Books, ISBN 0-06-027115-9
- Deep Cover, Theaterstück, Original (c) 1995, deutschsprachige Übersetzung von Mario Wohllebe erschienen in Berlin 1998 im „Thespisverlag Berlin“ unter gleichem Titel

## Auszeichnungen
- 1988: Rattenfänger-Literaturpreis der Stadt Hameln für Die phantastische Reise von Annis Augen, den Stoffpuppen und dem Kapitän, Verlag Carl Ueberreuter, Wien 1987. ISBN 978-3-8000-2271-7

| Personendaten    | Personendaten           |
| ---------------- | ----------------------- |
| NAME             | Kennedy, Richard        |
| KURZBESCHREIBUNG | US-amerikanischer Autor |
| GEBURTSDATUM     | 23. Dezember 1932       |
| GEBURTSORT       | Missouri                |